# Louis Teplier
Louis Teplier (* 10. Oktober 1979) ist ein ehemaliger französischer Straßenradrennfahrer aus  Guadeloupe.
Louis Teplier gewann 2003 die erste Etappe bei der Vuelta a la Independencia Nacional. In der Saison 2005 wurde er Erster der Gesamtwertung der Tour de la Guyane Française. 2007 gewann Teplier ein Teilstück der Tour de la Martinique und belegte in der Gesamtwertung am Ende den dritten Rang. Wenig später war er auch bei einer Etappe der Tour de Guadeloupe erfolgreich. Bei der Karibikmeisterschaft gewann Teplier die Silbermedaille im Einzelzeitfahren. In der Saison 2008 gewann er die erste Etappe der Tour de la Guyane Française und entschied zum zweiten Mal die Gesamtwertung für sich entscheiden. 2009 gewann er erneute eine Etappe der Tour de Guadeloupe.

## Erfolge
2003
- eine Etappe Vuelta a la Independencia Nacional

2007
- eine Etappe Tour de la Martinique
- eine Etappe Tour de Guadeloupe

2008
- Karibische Meisterschaften – Straßenrennen

2009
- eine Etappe Tour de Guadeloupe